# Otto von Franklin
Otto Christian von Franklin (* 27. Januar 1830 in Berlin; † 5. Juni 1905 in Tübingen) war ein deutscher Rechtshistoriker und Hochschullehrer.

## Leben
Otto Franklin war von 1863 bis 1873 ordentlicher Professor der Rechte an der Königlichen Universität zu Greifswald. Von 1873 bis 1904 war er Professor für Deutsches Recht, Staatsrecht und Rechtsgeschichte in Tübingen. 1872 wurde er in Greifswald und 1886 in Tübingen zum Rektor gewählt. Er war verheiratet mit Clara Anna Pauline geb. Beck (1840–1923). Seine Tochter Sofie (* 1866) war die Mutter des Physikers Winfried Otto Schumann (1888–1974).

## Schriften  (Auswahl)
- Die deutsche Politik Friedrichs I. Kurfürsten von Brandenburg, aus den Quellen dargestellt. Decker, Berlin 1851.
- Beiträge zur Geschichte der Reception des römischen Rechts in Deutschland. Rümpler, Hannover 1863 (Nachdruck: Keip, Hannover 1974).

- Das königliche und Reichshofgericht in Deutschland in der Zeit von Heinrich I. bis Lothar von Sachsen. In: Forschungen zur Deutschen Geschichte, Band 4, Göttingen 1864, S. 463–534.
- Das Reichshofgericht im Mittelalter. Geschichte. Verfassung. – Verfahren. – Rechtssprechung. 2 Bände. Böhlau, Weimar 1867–1869;
  - Band 1: Geschichte. 1867, (Digitalisat);
  - Band 2: Verfassung. – Verfahren. 1869, (Digitalisat).
- Sententiae curiae reginae. Rechtssprüche des Reichshofes im Mittelalter. Hahn, Hannover 1870.
- Das Königliche Kammergericht vor dem Jahre MCDXCV. Guttentag, Berlin 1871, (Digitalisat).
- Geschichte und System des deutschen Privatrechts. Ein Grundriss zu Vorlesungen. 2. Aufl. Fues Tübingen 1882.
- Die Freien Herren und Grafen von Zimmern. Beiträge zur Rechtsgeschichte nach der Zimmerischen Chronik. Mohr, Freiburg (Breisgau) 1884, (Digitalisat).

## Ehrungen
1878 erhielt Franklin das Ehrenritterkreuz des Ordens der Württembergischen Krone. Damit verbunden war die persönliche Nobilitierung.